# جورج جان (شاعر)
جورج جان (بالفرنسية: Georges Jean)‏ هو شاعر فرنسي، ولد في 16 سبتمبر 1920 في بيزنسون في فرنسا، وتوفي في 19 ديسمبر 2011.